# El dret d'escollir
El dret d'escollir (en anglès Whose Life Is It Anyway?) és una obra de teatre de Brian Clark adaptada del telefilm del mateix nom als Estats Units el 1972 i protagonitzada per Ian McShane. Fou estrenada al Mermaid Teatre de Londres el 1978 i representada a Broadway el 1979. Narra la història d'un jove escultor que ha quedat tetraplègic, però no ha perdut el seu sentit del humor.

## Argument
A l'habitació d'un hospital, l'acció gira al voltant de Ken Harrison (Claire Harrison en algunes produccions posteriors), un escultor tetraplègic paralitzat del coll cap avall en un accident de cotxe i està decidit a deixar-se morir. Clark presenta arguments tant a favor com en contra de l'eutanàsia i fins a quin punt s'hauria de permetre que el govern interfereixi en la vida d'un ciutadà privat. En retratar Ken com un home intel·ligent amb un cos inútil, deixa a l'audiència sentiments conflictius sobre el seu desig d'acabar amb la seva vida.

## Produccions
L'obra va ser televisada el 12 de març de 1972 per Granada TV. Va ser dirigida per Richard Everitt i protagonitzada per Ian McShane (Ken), Suzanne Neve (Dr. Scott), i Philip Latham (Dr. Emerson).
Whose Life Is It Anyway? es va estrenar al Mermaid Theatre de Londres el 6 de març de 1978, i després es va representar al Savoy Theatre de juny de 1978 a octubre de 1979. Aquesta producció fou originàriament protagonitzada per Tom Conti i Jane Asher. Conti fou enviat a Nova York per protagonitzar la producció de Broadway, produïda per Emanuel Azenberg i dirigida per Michael Lindsay-Hogg. Fou estrenada al Trafalgar Theatre el 17 d'abril de 1979 i se'n van fer 223 representacions i 9 preestrenes. A Conti, que feia el seu debut a Broadway, se li van sumar Jean Marsh i Philip Bosco. Conti fou nominat al Drama Desk Award i el 1979 va guanyar el Premi Tony om a millor actor en una obra de teatre. Tant l'obra en si com Lindsay-Hogg també van ser nominats.
L'obra, dirigida de nou per Lindsay-Hogg, va reviure a Broadway al Royale Theatre, on es va inaugurar el 24 de febrer de 1980 després de nou preestrenes. Una inversió de gènere va trobar Mary Tyler Moore en el paper principal, rebatejada amb el nom de Claire i James Naughton com el seu metge ara masculí. Josef Sommer va completar el repartiment principal. L'obra va tenir per 96 representacions. Moore va ser nominada per a un Drama Desk Award com a actriu destacada i va guanyar un premi Tony especial Tony el 1980 per la seva actuació.
L'obra va reviure a Londres al Harold Pinter Theatre de gener a abril de 2005, dirigida per Peter Hall i protagonitzada per Kim Cattrall com a Claire. El matrimoni Laurence Luckinbill i Lucie Arnaz van protagonitzar la gira nacional de l'obra. Els dos van interpretar de manera rotatòria al pacient (Ken/Claire) i al metge.

## Versió en català
La versió en català de l'obra, titulada El dret d'escollir (adaptada al català per Carme Serrallonga), fou estrenada al Teatre Poliorama de Barcelona el 5 de juny del 1987 per la Companyia de Josep Maria Flotats, amb escenografia Serge Marzolff. i interpretada pel mateix Josep Maria Flotats, Mercè Bruquetas, Carme Elias, Joan Borràs, Abel Folk, Lluís Torner, Lloll Bertran i Marta Calvó, entre d'altres. El 4 d'abril de 1988 se'n va fer una versió televisiva que fou emesa per TV3 i que li va valdre a Carme Elias el TP d'Or 1988 a la millor actriu catalana.